# Chelonus hoppingi
Chelonus hoppingi är en stekelart som först beskrevs av Henry Lorenz Viereck 1925.  Chelonus hoppingi ingår i släktet Chelonus och familjen bracksteklar. Inga underarter finns listade i Catalogue of Life.